# Tratado de Córdoba
O Tratado de Córdoba concedeu ao México a independência da Espanha no final da Guerra da Independência do México. Foi assinado em 24 de agosto de 1821, em Córdoba, Veracruz, no México, e ratificava o Plano de Iguala.
Foram signatários Agustín de Iturbide pelo lado dos independentistas mexicanos e em representação do rei Fernando VII de Espanha, o então vice-rei da Nova Espanha, Juan O'Donojú.
As Cortes espanholas, em reunião de 13 de Fevereiro de 1822 em Madrid, declaram o Tratado de Córdoba ilegal, nulo e sem efeito, no que respeita ao governo espanhol. No entanto, no que ao novo governo mexicano dizia respeito, após a aceitação do plano por O'Donojú o país era agora independente. Este facto levaria à tentativa espanhola de reconquistar a sua colónia nos anos que se seguiram, sem sucesso.